# ARG (етиленопровід)
ARG (Aethylen-Rohrleitungs-Gesellschaft) — продуктопровід для транспортування етилену в суміжних районах Німеччини, Бельгії та Нідерландів. Є центральною ланкою в системі етиленопроводів, що простягнулась від портів Північного моря до кордону з Австрією.
У 1960-х роках внаслідок стрімкого розвитку нафтохімічної промисловості в Західній Європі з'явились (та продовжували споруджуватись) численні установки парового крекінгу. Значна їх частина зосередилась у рейнському регіоні Німеччини та країнах Бенілюксу, завдяки чому доволі швидко виник проект сполучення цих пунктів за допомогою етиленопроводу. Це б дозволило маневрувати існуючим ресурсом етилену (основний продукт парового крекінгу) та постачати споживачів за межами інтегрованих нафтохімічних майданчиків.
Введена в дію у 1970—1974 роках система Aethylen-Rohrleitungs-Gesellschaft складалась із трьох основних гілок:
1. Західної, котра пролягає від бельгійського Лілло (східна околиця Антверпену) через Тессендерло до нідерландського Беку (Beek) і далі в Німеччину до Дормагену (стала до ладу в 1971—1973 роках).
2. Північної, що прямує від Дормагену до Гельзенкірхену (1970 рік) з відгалуженням у напрямку Обергаузену та Райнбергу (1974).
3. Південна, що покриває невелику відстань між Дормагеном та Весселінгом — відповідно північна та південна околиці Кельну (1972).
Система була виконана в діаметрі 250 мм, крім того, у 1991-му на ділянці між Антверпеном та Тессендерло проклали другу нитку в діаметрі 300 мм. Остання мала довжину 75 км, що довело загальну протяжність системи до 490 км. При робочому тиску у 10 МПа через ARG у суперкритичному стані може прокачуватись 2 млн етилену на рік.
Послугами етиленопроводу користувались або користуються численні підприємства нафтохімічної промисловості, як то: 
А. Виробники етилену — установки парового крекінгу:
- компанії BASF у Антверпені;
- компанії Benelux FAO у Антверпені;
- компанії SABIC у Гелені;
- компанії INEOS у Дормагені;
- компанії BP у Гельзенкірхені;
- компанії LyondellBasell у Весселінгу;
- компанії Shell у Весселінгу.
Б. Інші системи транспортування олефінів:
- етиленопровід від роттердамського порту RC-2;
- етиленопровід Роттердам — Антверпен, прокладений від піролізного виробництва у Мурдейку;
- південна гілка олефінопроводу Dow Chemical, що прямує від піролізних установок у Тернезені;
- олефіновий термінал компанії INEOS у Антверпені;
- етиленопровід Весселінг — Франкфурт, котрий сполучає з кількома піролізними установками у південній Німеччині.
В Споживачі етилену (перелік неповний):
- завод компанії ExxonMobil бельгійському Мерхауті, котрий здатен продукувати 500 тисяч тонн поліетилену низької щільності/етиленвінілацетату на рік;
- завод компанії VYNOVA у Тессендерло (так само Бельгія) з виробництва мономеру вінілхлориду (потужність 580 тисяч тонн на рік);
- розташована у тому ж Тессендерло лінія поліетилену високої щільності концерну Dow Chemical з показником 190 тисяч тонн (закрита у 2012-му);
- розташована в Берінгені (Бельгія) лінія поліетилену високої щільності компанії Borealis потужністю 220 тисяч тонн (закрита у 2009);
- завод компанії Polimeri Europa (належить італійському енергетичному гіганту Eni) у німецькому Обергаузені, який має потужність 140 тисяч тонн поліетилену низької щільності/етиленвінілацетату;
- виробництво мономеру вінілхлориду в Райнберзі (Німеччина), котре належить компанії Solvay та має потужність 320 тисяч тонн на рік.